# Thomas Berger

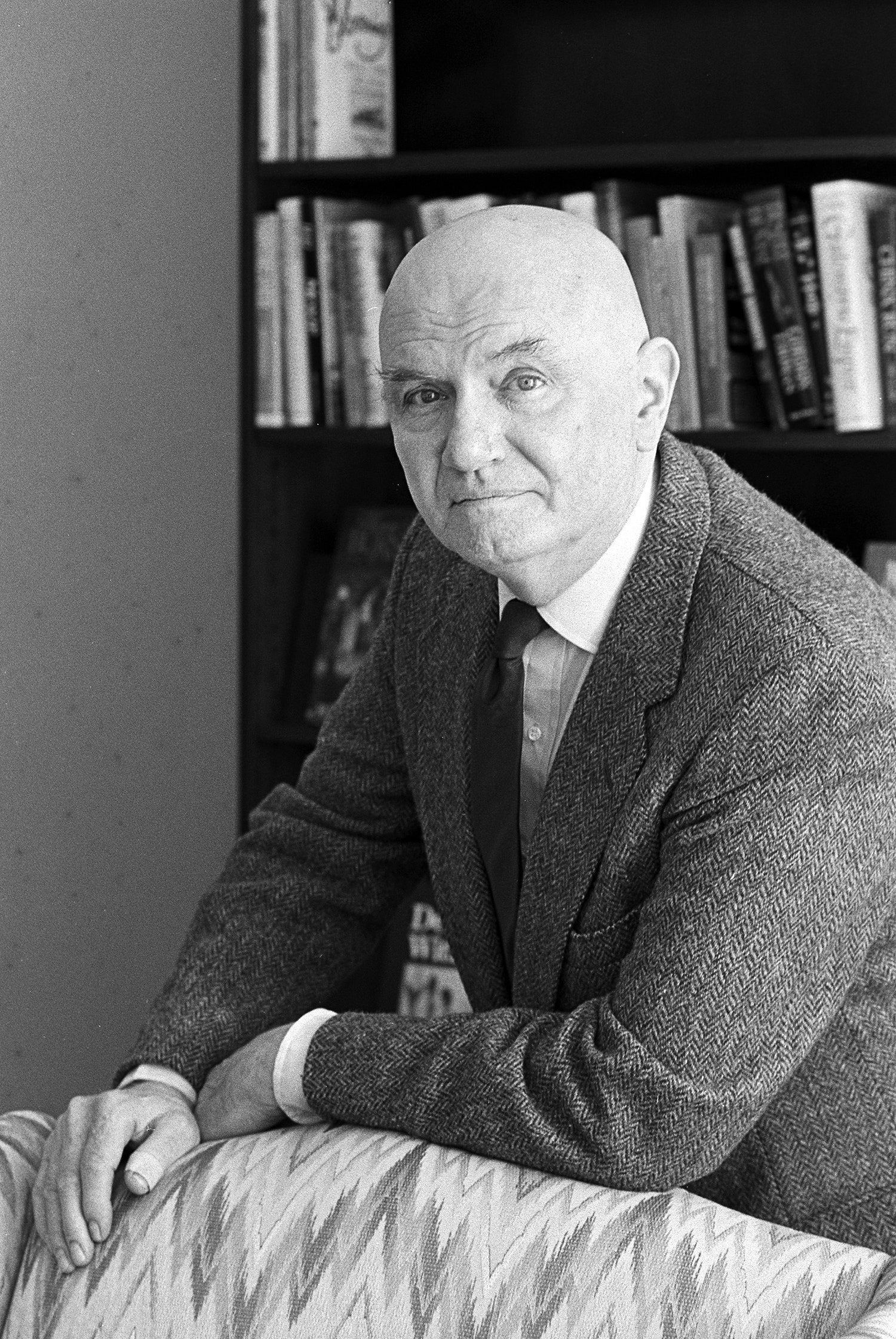
Thomas Berger

Thomas Louis Berger (Cincinnati, 20 juli 1924 – Nyack (New York) , 13 juli 2014) was een Amerikaans schrijver. Hij schreef meer dan 20 romans over uiteenlopende onderwerpen. Zijn meest bekende werk is de historische schelmenroman Little Big Man uit 1964, die verfilmd werd met Dustin Hoffman in de hoofdrol.
Berger was een van de langst levende schrijvers die in de Tweede Wereldoorlog had gediend. Hij was in het Amerikaanse leger van 1943 tot 1946. Zijn ervaringen in Duitsland in die periode gebruikte hij voor zijn debuut Crazy in Berlin. Nadien studeerde hij eerst aan de universiteit van Cincinnati en later aan de Columbia-universiteit in New York. Op een workshop voor schrijvers aan de New School for Social Research ontmoette hij onder meer Jack Kerouac, Mario Puzo en de kunstschilderes Jeanne Redpath, met wie hij trouwde. 
Tot zijn romans behoren de autobiografische "Reinhart"-boeken en The Feud, over een familievete in het Middenwesten van de Verenigde Staten tijdens de depressiejaren van de jaren '30. Dit werk werd voorgedragen voor een Pulitzerprijs maar de directie gaf tegen het advies van de jury in de prijs aan Ironweed van William Kennedy. Hij schreef ook detectiveromans en satires op het Amerikaanse gezinsleven.
Zijn grootste succes, Little Big Man, gaat over de geschiedenis van het Amerikaanse westen zoals verteld door de 111-jarige Jack Crabb, die als kind ontvoerd zou zijn door Indianen en later aan hun zijde vocht in de slag bij de Little Bighorn. In 1999 verscheen er nog een vervolg op, The Return of Little Big Man. Zijn stijl was vaak humoristisch, hoewel hij zichzelf niet beschouwde als een humoristisch schrijver.
Berger stierf enkele dagen voor zijn 90e verjaardag in het ziekenhuis van Nyack (New York).

## Romans
- Crazy in Berlin (1958)
- Reinhart in Love (1962)
- Little Big Man (1964)*
- Killing Time (1967)
- Vital Parts (1970)
- Regiment of Women (1973)
- Sneaky People (1975)
- Who is Teddy Villanova? (1977)
- Arthur Rex: A Legendary Novel (1978)
- Neighbors (1980)*
- Reinhart's Women (1981)
- The Feud (1983)*
- Nowhere (1985)
- Being Invisible (1987)
- The Houseguest (1988)
- Changing the Past (1989)
- Orrie's Story (1990)
- Meeting Evil (1992)*
- Robert Crews (1994)
- Suspects (1996)
- The Return of Little Big Man (1999)
- Best Friends (2003)
- Adventures of the Artificial Woman (2004)

*: Verfilmd